# Jerzy Brązert
Jerzy Brązert (ur. 20 kwietnia 1924 w Lipnie, zm. 1997) – polski działacz partyjny i państwowy, inżynier budownictwa, podsekretarz stanu w Ministerstwie Budownictwa i Przemysłu Materiałów Budowlanych (1975–1980).

## Życiorys
Syn Kazimierza i Lucyny. Pomiędzy 1931 a 1939 uczył się w szkołach w Lipnie, następnie od 1940 do 1942 był magazynierem w młynie motorowym tamże. Pomiędzy 1942 a 1945 pracował w Urzędzie Technicznym i Urzędzie Wodno-Melioracyjnym w Sochaczewie. W latach 1945–1949 studiował budownictwo lądowe w Wyższej Szkole Inżynierskiej w Poznaniu, od 1950 do 1956 był starszym asystentem na tej uczelni. Został członkiem Związku Zawodowego Pracowników Przemysłu Budowlanego oraz Polskiego Związku Inżynierów i Techników Budownictwa. Od 1951 kierownik działu w Zjednoczeniu Budownictwa Miejskiego Nr 2 w Poznaniu, następnie od 1952 do 1955 naczelny inżynier w Zakładzie Produkcji Elementów Budowlanych w Poznaniu. Pełnił następnie funkcje dyrektora „Miastoprojektu” w Poznaniu (1955–1966), Poznańskich Zakładów Produkcji Betonów (1966–1968) oraz Poznańskiego Zjednoczenia Budownictwa (1968–1975).
Kierował kołem uczelnianym Związku Niezależnej Młodzieży Socjalistycznej, od 1948 do 1949 członek Związku Młodzieży Polskiej, a od 1955 Towarzystwa Przyjaźni Polsko-Radzieckiej. W 1945 wstąpił do Polskiej Partii Socjalistycznej w Poznaniu, wraz z nią dołączył w 1948 do Polskiej Zjednoczonej Partii Robotniczej, zostając instruktorem ds. budownictwa w Wydziale Ekonomicznym Komitetu Wojewódzkiego PZPR w Poznaniu. W 1969 został zastępcą członka KW PZPR tamże. Od czerwca 1975 do maja 1980 był podsekretarzem stanu w Ministerstwie Budownictwa i Przemysłu Materiałów Budowlanych. Został pochowany na Cmentarzu Junikowo.

## Odznaczenia
Odznaczony Srebrnym Krzyżem Zasługi (1954) za zasługi w pracy zawodowej w dziedzinie budownictwa mieszkaniowego oraz Medalem 10-lecia Polski Ludowej (1955).